# Baker megye (Georgia)
Baker megye az Amerikai Egyesült Államokban, azon belül Georgia államban található. Megyeszékhelye Newton, mely egyben a legnagyobb városa is. Lakosainak száma 2876 fő (2020. április 1.). Baker megye Dougherty, Miller, Decatur, Mitchell, Calhoun és Early megyékkel határos.

## Népesség
A megye népességének változása:
| Lakosok száma | 3444 | 3328 | 3377 | 3341 | 3180 | 2876 |
|               | 2010 | 2011 | 2012 | 2013 | 2015 | 2020 |